# Giulio Douhet
Giulio Douhet (Caserta, 30 maggio 1869 – Roma, 15 febbraio 1930) è stato un generale italiano, teorico della guerra aerea, contemporaneo degli altri sostenitori del bombardamento strategico Billy Mitchell e sir Hugh Trenchard. Dal 1910 al 1928 pubblicò una serie di trattati che ebbero una grande influenza sui contemporanei e che ancora oggi sono oggetto di studi nell’ambito aeronautico-militare.

## Biografia
Giulio Douhet (Giulio Felice Giovanni Battista all'anagrafe) nasce da una famiglia di origini savoiarde. Il padre, ufficiale farmacista del Regio Esercito, scelse di diventare cittadino del Regno di Sardegna dopo la cessione del 1860 di Nizza e Savoia. Dopo l'Unità d'Italia (17 marzo 1861) venne trasferito a Caserta, dove nacque Giulio che a vent'anni frequentò l'Accademia Militare di Modena, da cui uscì col grado di sottotenente dei bersaglieri. Si iscrisse anche al Politecnico di Torino, laureandosi in ingegneria.
La sua carriera militare fu travagliata. Nel 1911, durante la guerra italo-turca per il controllo della Libia, gli venne assegnato il compito di scrivere un rapporto sull'uso dell'aviazione da guerra. In esso teorizzò che l'unico uso efficace era il bombardamento da alta quota. In effetti, il primo impiego bellico di aeroplani della storia fu condotto dagli Italiani nel corso di quel conflitto e il primo bombardamento fu messo in pratica il 1º novembre 1911 da Giulio Gavotti della sezione aviazione del Battaglione specialisti del Genio, che bombardò le posizioni turche di Ain Zara.
Il 27 giugno del 1912 la legge numero 698 istituiva il Servizio Aeronautico, presso la Direzione Generale Genio ed Artiglieria e creava il Battaglione Aviatori presso la Caserma Alessandro La Marmora di Torino con reparti di aeroplani e scuole di volo presso l'Aeroporto di Torino-Mirafiori. Douhet, promosso maggiore, divenne dal 20 gennaio 1913 comandante interinale e comandante del battaglione dal 13 novembre successivo e l'organizzò in squadriglie perfettamente autonome dal punto di vista organizzativo e logistico, dotandole di aviorimesse smontabili, automezzi e carri officina.
Lo stesso anno promosse un'iniziativa per la raccolta di tutti i cimeli aeronautici militari italiani che si erano ormai accumulati dal 1884, epoca dei primi aerostieri del Genio. L'iniziativa portò alla realizzazione del primo museo aeronautico in Italia, costituito acquisendo la sede del Museo storico del Genio a Roma presso Castel Sant'Angelo. La collezione, dopo molti spostamenti e vicissitudini ha costituito la base dell'attuale museo storico dell'Aeronautica Militare di Vigna di Valle.
Scrisse il libro Regole per l'uso degli aeroplani in guerra, uno dei primi manuali di dottrina sulla materia, ma le sue teorie vennero viste come troppo radicali. Nella seconda metà del 1914, Douhet si assunse la responsabilità di far avviare alla Caproni la costruzione del grosso bombardiere trimotore Ca.31, malgrado il parere contrario del generale Maurizio Mario Moris, ispettore dell'Aeronautica. 

### La prima guerra mondiale
Per questo atto privo di autorizzazione venne allontanato dall'aviazione e destinato alla Fanteria, con incarico a Edolo di Capo di stato maggiore della 5ª Divisione a Milano e, allo scoppio della prima guerra mondiale, sul fronte dell'Adamello.
Douhet cominciò a invocare un massiccio investimento nella costruzione di aerei da bombardamento, per ottenere il controllo dell'aria e privare il nemico delle difese. Propose la costruzione di cinquecento bombardieri in grado di lanciare 125 tonnellate di bombe al giorno. Scrisse nel 1916 ai superiori e ai vertici politici per promuovere le proprie idee e criticare l'incompetenza in materia degli alti comandi. L'atteggiamento critico riguardo alla conduzione della guerra da parte del Capo di Stato Maggiore dell'Esercito, il generale Cadorna, gli procurò l'ostilità delle alte gerarchie. Un memoriale diretto a Leonida Bissolati, assai critico nel contenuto verso lo Stato Maggiore, venne intercettato e ne conseguì l'arresto e un processo militare per diffusione di notizie riservate. Douhet venne conseguentemente condannato a un anno di carcere militare, che espiò nel forte di Fenestrelle e al termine, nell'ottobre 1917, posto in congedo militare.
Fu richiamato in servizio come capo della neo costituita direzione generale di Aviazione del Ministero delle armi e munizioni nel dicembre 1917, ma lasciò di nuovo polemicamente il servizio quando entrò in conflitto con Ferdinando Maria Perrone, dell'Ansaldo, su questioni relative alle commesse,  il 4 giugno del 1918, chiudendo di fatto la sua carriera nell'esercito.

### Il dopoguerra
Nel 1920, mentre era un colonnello in congedo, fondò l'Unione nazionale ufficiali e soldati e, sulla scorta di analoghe iniziative già attuate in Francia e in altri Paesi coinvolti nella "Grande Guerra", propose di erigere monumenti ai caduti della "Grande Guerra" in ogni città d'Italia e - primo in Italia - di onorare i caduti italiani le cui salme non erano state identificate, con la creazione di un monumento al Milite Ignoto a Roma, presso il Vittoriano.
Intanto il Tribunale supremo di guerra e marina nel novembre 1920 annullò la condanna del 1916 e fu reintegrato in servizio con il grado di maggiore generale e posto in aspettativa.

### Il dominio dell'aria
Nel 1921 pubblicò, a cura del ministero della Guerra, Il dominio dell'aria, il suo libro più noto, che ebbe molta fortuna all'estero. Tale saggio fu oggetto di attento studio, particolarmente da parte dei fautori della nascente specialità dell'aeronautica militare come l'americano Billy Mitchell, che ebbe modo di conoscere nel 1922 e al quale illustrò la sua opera. Le forze armate britanniche invece non prestarono apparentemente attenzione al libro e gli autori britannici ritengono sia stato Hugh Trenchard, il padre della Royal Air Force il primo teorico del bombardamento strategico, poi di fatto attuato durante la seconda guerra mondiale, sotto le direttive di Sir Arthur Harris.
Fu promosso generale di divisione nel 1923, restando in aspettativa.
È da segnalare che le teorie di Douhet trovarono, fra le due guerre, un certo seguito anche nell'Unione Sovietica: alla metà degli anni trenta le forze aeree dell'URSS disponevano di circa 1 000 bombardieri bimotori e quadrimotori destinati all'attacco strategico.
Nel 1922 iniziò a collaborare con il Popolo d'Italia di Mussolini che, dopo la marcia su Roma, gli diede l'incarico di responsabile dell'aviazione militare ma, criticato dagli ambienti militari e navali, presto abbandonò per dedicarsi interamente allo studio.
Douhet non conseguì mai il brevetto di pilota. Scrittore e polemista brillante, scrisse anche due brevi opere che oggigiorno verrebbero classificate come fantapolitica: La vittoria alata e La guerra del '19. Nella prima si immagina un finale alternativo della prima guerra mondiale: gli Imperi centrali sono costretti alla capitolazione non da una sconfitta sui fronti terrestri bensì da un'offensiva aerea strategica. Nel secondo, collocato temporalmente negli anni trenta del XX secolo, si immagina una guerra tra Francia e Belgio da un lato e una riarmata Germania; vince la Germania che punta su una forte aviazione strategica e sugli attacchi ai centri urbani del nemico.
Coerentemente con sé stesso, Douhet, anche nelle opere di finzione, riteneva necessaria e sufficiente per il conseguimento della vittoria una forte aviazione strategica.

### La scomparsa e la tomba
Morì nel 1930 colpito da un infarto, mentre coltivava rose nel suo giardino. È sepolto insieme alla moglie, Teresa (Gina) Casalis, che morì nel 1960. La tomba dove riposano assieme è a Roma al Cimitero del Verano. La vedova vi fece scolpire la seguente iscrizione:
Nel 2008 un articolo sulla rivista della Associazione arma aeronautica denunciò lo stato di degrado della tomba. L'articolo portò al lancio di iniziative per il restauro, che si completarono in occasione della commemorazione degli 80 anni dalla morte, con una cerimonia il 19 febbraio 2010 presso il cimitero, con deposizione di una corona di alloro alla presenza degli allievi della Scuola Militare Aeronautica Giulio Douhet, l'istituto di formazione militare con sede a Firenze che l'Aeronautica Militare ha voluto intitolargli nel 2006. Il portale web dell'Aeronautica Militare ha proposto una pagina, intitolata "I grandi aviatori", dove vengono citate le maggiori personalità storiche dell'aviazione italiana, ponendo Douhet tra di esse.

## La dottrina sul dominio dell'aria

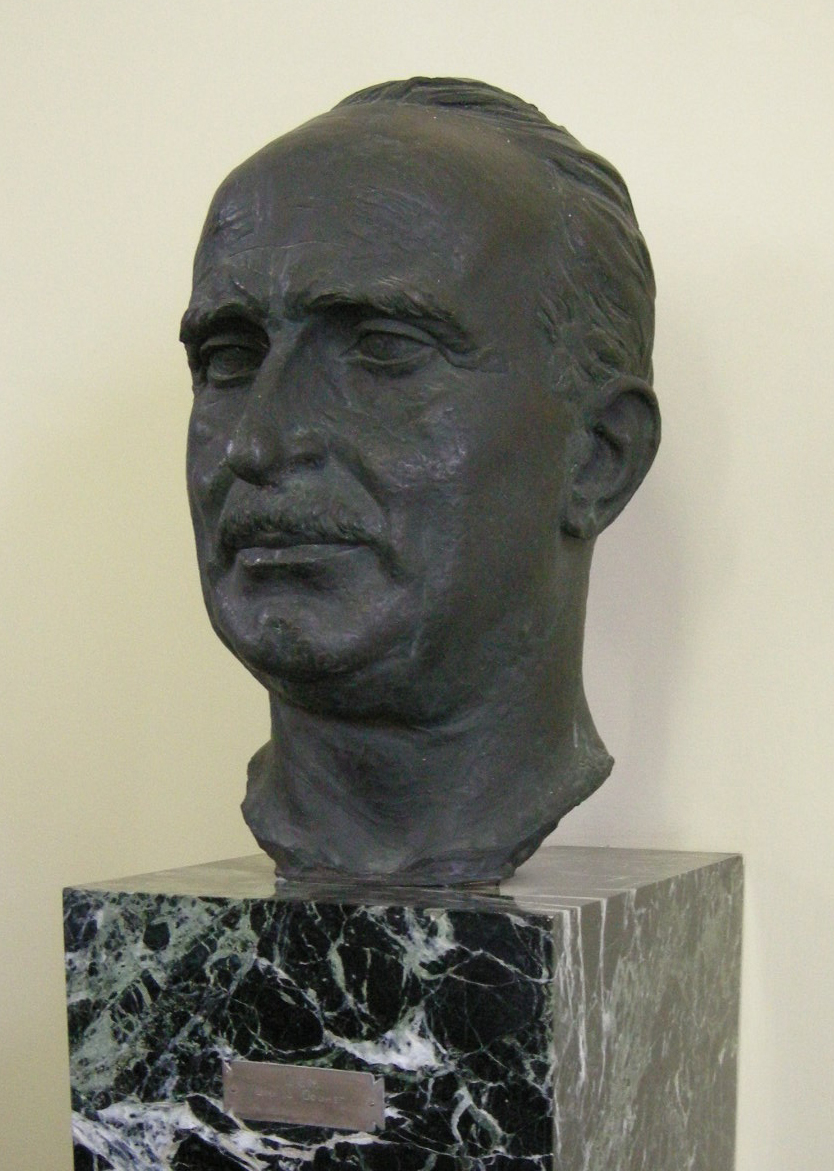
Busto alla Scuola di Guerra Aerea, Firenze

Secondo Douhet l'aeroplano non poteva più essere inteso solo come un mezzo ausiliario dell'Esercito e della Marina per colpire obiettivi terrestri e navali, bensì era diventato l'unico mezzo per combattere una terza lotta nella nuova dimensione, l'aria. Il generale auspicava dunque parallelamente alla permanenza delle Aviazioni dell'Esercito e della Marina, la formazione di una "terza sorella": l'"Armata Aerea". Questa sarebbe stata la sola e unica forza armata capace di garantire la conquista del "dominio dell'aria", conquista necessaria per proteggere i cieli italiani dall'aggressione di mezzi aerei nemici e unico mezzo capace di garantire il possesso dei cieli avversari in un conflitto.
Incidentalmente si osserva che Douhet era scettico sulle possibilità di difesa antiaerea, sia a mezzo caccia sia tramite artiglieria e, conseguentemente, non riteneva si dovesse investire negli aeroplani da caccia, teorizzò invece come guerra di "contraviazione" il bombardamento dei campi da volo nemici attraverso materiale esplosivo che crei "imbuti di scoppio".
Douhet prevedeva, sin dalle premesse della sua opera, un impiego di massicci quantitativi di aeroplani, dispiegati in grosse formazioni. Nel suo libro scriveva:
Secondo i detrattori, invece, egli affermava che l'obiettivo dei bombardamenti incendiari, chimici e batteriologici dovevano essere non tanto le forze armate avversarie, ma soprattutto le popolazioni civili e le città densamente popolate. Douhet nel suo trattato scrisse di bombe "velenose" il cui effetto aveva una durata limitata e presumibilmente, come tradussero gli americani, faceva riferimento ai gas già sperimentati durante la prima guerra mondiale. I passi che hanno scatenato la controversia sono tra gli altri:
(Giulio Douhet, Il dominio dell'aria, Verona, 1932, pagina 24)
(Giulio Douhet, Il dominio dell'aria, Verona, 1932, pagina 67)
(Giulio Douhet, Il dominio dell'aria, Verona, 1932, pagina 166)
Tuttavia Douhet è ben conscio della delicatezza necessaria della scelta degli obiettivi, ne è testimone la trattazione riportata in forma di domande rivolte al lettore
1. - Quante unità da bombardamento occorrerebbero per tagliare tutte le comunicazioni ferroviarie del Piemonte e della Liguria col resto dell'Italia, in un solo giorno?

2. - Quante unità da bombardamento occorrerebbero per tagliare Roma da tutte le comunicazioni ferroviarie, telegrafiche, telefoniche, radiotelegrafiche, gettando Roma stessa nel terrore e nella confusione mediante la distruzione dei principali ministeri e delle banche maggiori, in un sol giorno?"»

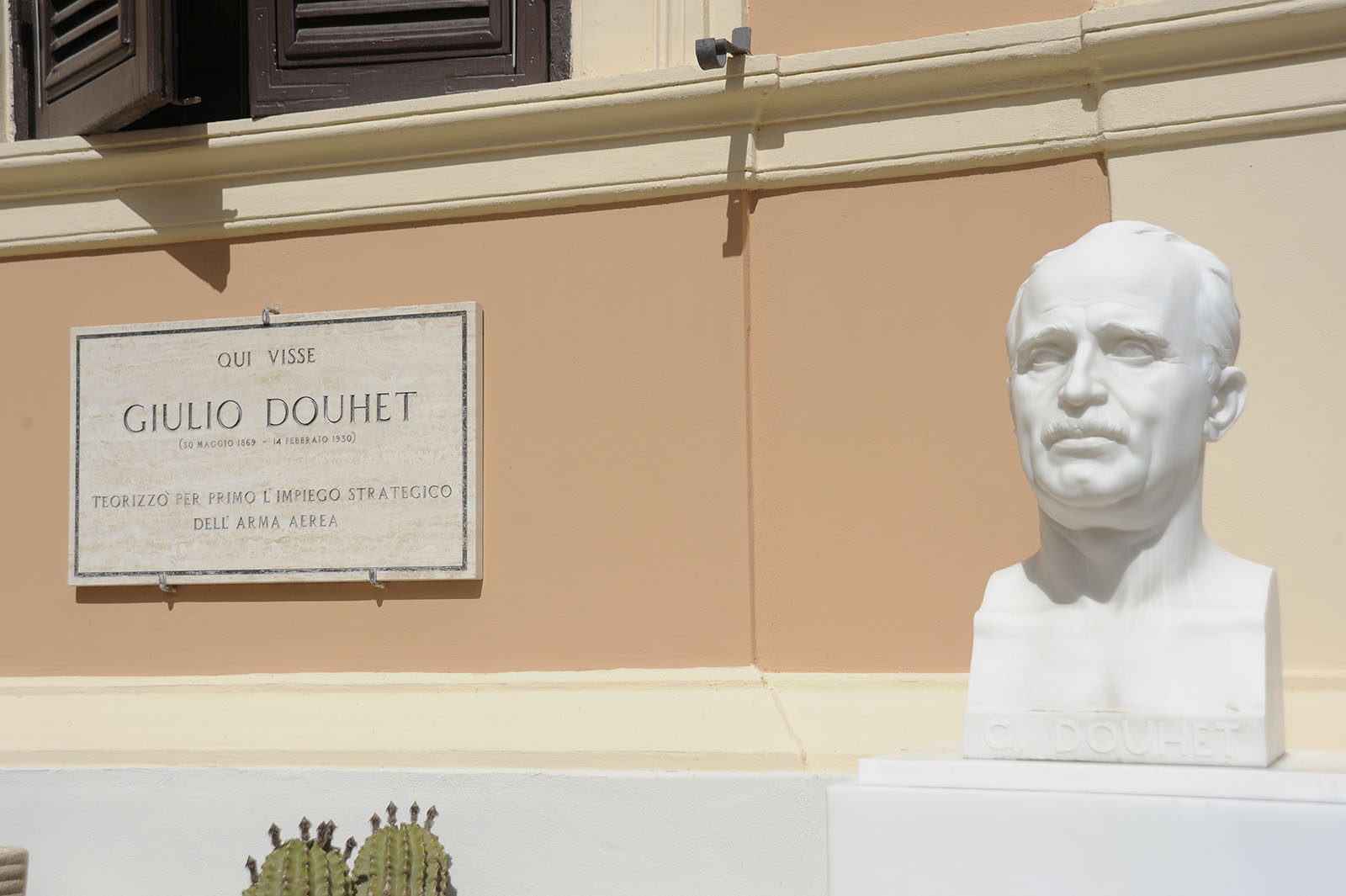
Targa e busto presso l'abitazione via Marcantonio Colonna 25 a Roma

Le teorie di Douhet furono e tuttora sono oggetto di studio e controversia da parte degli storici militari e degli studiosi di strategia dagli anni venti del ventesimo secolo fino ad oggi. Nel 1945 la realizzazione e l'impiego bellico delle armi nucleari, cui seguì secondo alcune interpretazioni la resa incondizionata del Giappone, sembrò confermare le teorie di Douhet. Gli studiosi hanno analizzato le principali campagne militari dalla seconda guerra mondiale fino ai recenti avvenimenti dei Balcani, dell'Afghanistan e dell'Iraq. Tutti riconoscono l'imprescindibilità del potere aereo, ma pochi concordano che una campagna militare possa essere decisa solamente dall'aeronautica.
Le teorie di Douhet vennero subito criticate in Italia, tanto da portarlo allo scontro con l'establishment militare (anche se forse l'ostilità era più diretta all'uomo - e ai gruppi di interesse che lo sostenevano - che non alle teorie che egli promuoveva). Nella seconda guerra mondiale la guerra aerea ha visto gli impieghi massicci di bombardieri strategici che lui preconizzava, ma i bombardamenti aerei a tappeto delle città inglesi e tedesche non sono bastati a risolvere da soli il conflitto, mentre lo spettro di una totale distruzione nucleare si ritiene da parte di alcuni portò il Giappone alla resa (secondo altre interpretazioni, fu un insieme di concause). Né le guerre successive al 1945 hanno confermato le teorie del Douhet. La netta superiorità aerea delle forze delle Nazioni Unite non impedì che la guerra di Corea si trascinasse per oltre tre anni con ingenti costi umani e materiali. Né il bombardamento strategico assicurò la vittoria agli Stati Uniti d'America nella guerra del Vietnam.
Per contro, in altre campagne come la guerra delle Falkland, combattuta dal Regno Unito e dall'Argentina per il possesso dell'Arcipelago delle Falkland nell'Oceano Atlantico, si è rivelata imprescindibile e decisiva l'azione dell'aviazione tattica. Quindi le visioni apocalittiche di Douhet si sono dimostrate nello stesso tempo corrette e no: corrette nel profetizzare una nuova forma di guerra; non corrette nel suggerire che l'uso del bombardamento aereo sarebbe stato il metodo decisivo per vincere qualsiasi guerra del futuro.

## Opere
- I problemi dell'aeronavigazione, Roma, 1910
- Norme per l'impiego degli aeroplani in guerra, Roma, 1913
- L'Arte della guerra, Torino, 1915
- Autodifesa. Documento difensivo relativo alla disfatta di Caporetto, Città di Castello, 1919
- Come finì la grande guerra. La vittoria alata, Roma, 1919
- Diario critico di guerra 1915-16, Torino 1921-22
- L'onorevole che non poté più mentire, Roma, 1921, (romanzo)
- Il dominio dell'aria, Roma, 1921
- La difesa nazionale, Torino, 1923
- Sintesi critica della grande guerra: Probabili aspetti della guerra futura, Palermo, 1928
- Le profezie di Cassandra (raccolta di scritti a cura di Gherardo Pantano), Livorno, 1931